# Cinqué Lee
Cinqué Lee (Brooklin, Nova York, juliol de 1966) és un actor, guionista, director i  productor cinematogràfic estatunidenc, germà de Joie i Spike Lee, i que ha participat en les pel·lícules School Daze (1988), Coffee and Cigarettes: Memphis Version (1989; curtmetratge) i Mystery Train (1989).